# Alto Piquiri
Alto Piquiri ist ein brasilianisches Munizip im Westen des Bundesstaats Paraná. Es hat 9.727 Einwohner (2022) die sich Alto-Piquirenser nennen. Seine Fläche beträgt 448 km². Es liegt 417 Meter über dem Meeresspiegel.

## Etymologie
Der erste Name des Orts war 1950 Conquista (deutsch: Eroberung), was auf den Pioniergeist der damaligen Zeit in einem Urwaldgebiet zurückzuführen sein soll. Einige Zeit später wurde er Reconquista (deutsch: Wiedereroberung) und schließlich Alto Piquiri genannt. 
Das Wort Piquiri stammt aus dem Tupi-Guaraní. Pikyry bedeutet Fluss der Fischlein. Es setzt sich aus pikyra (kleiner Fisch) und y (Fluss) zusammen. Da die Stadt auf dem höchsten Punkt des unteren Piquiri-Tals liegt, wurde daraus schließlich die endgültige Bezeichnung Alto Piquiri.

## Geschichte

### Besiedlung
Im siebzehnten Jahrhundert errichteten Jesuiten Missionsstationen, um die Eingeborenen zu missionieren und ihnen Zuflucht vor Leibeigenschaft im spanischen Encomiendasystem und vor Sklavenjägern aus São Paulo (Bandeirantes) zu bieten. Davon sind heute nicht einmal mehr Ruinen übrig geblieben.
Das Gebiet erlebte erst Mitte des 20. Jahrhunderts einen Fortschritt, als die ersten Pioniere mit der Absicht kamen, es zu besiedeln.
Die ersten Bewohner kamen 1952. Der erste lokale Händler war João Enrique, die Gebrüder Volpato widmeten sich der Holzverarbeitung und die Cafeeira Alto Piquiri Ltda. stach in der Region hervor. Was diese Menschen wirklich anzog, war die Fruchtbarkeit des Bodens, denn der Kaffee, der im Volksmund als grünes Gold bezeichnet wird, war damals für die Entstehung zahlreicher Städte verantwortlich, die vielen Menschen zu Reichtum verhalfen.

### Erhebung zum Munizip
Alto Piquiri wurde durch das Staatsgesetz Nr. 4.245 vom 25. Juli 1960 aus Cruzeiro do Oeste ausgegliedert und in den Rang eines Munizips erhoben. Es wurde am 15. November 1961 als Munizip installiert.

## Geografie

### Fläche und Lage
Alto Piquiri liegt auf dem Terceiro Planalto Paranaense (der Dritten oder Guarapuava-Hochebene von Paraná). Seine Fläche beträgt 448 km². Es liegt auf einer Höhe von 417 Metern.

### Vegetation
Das Biom von Alto Piquiri ist Mata Atlântica.

### Klima
Das Klima ist gemäßigt warm. Es werden hohe Niederschlagsmengen verzeichnet (1.741 mm pro Jahr). Im Jahresdurchschnitt liegt die Temperatur bei 22,4 °C. Die Klimaklassifikation nach Köppen und Geiger lautet Cfa.

### Gewässer
Alto Piquiri liegt im Einzugsgebiet des Rio Piquiri. Dieser begrenzt das Munizip im Süden. Der Rio Goioerê bildet zusammen mit seinem rechten Nebenfluss Rio Azul die östliche Grenze des Munizip. Südöstlich des Hauptorts entspringt der rechte Piquiri-Zufluss Córrego Água do Areal. Im Süden des Munizipgebiets entspringt in der Nähe des Distrikts Paulistânia der Rio das Antas, der ebenfalls von rechts zum Piquiri fließt.

### Straßen
Alto Piquiri ist über die PR-486 mit Perobal im Norden und Brasilândia do Sul im Süden verbunden. 

### Nachbarmunizipien
| Pérola und Cafezal do Sul | Umuarama und Perobal                        |                  |
| Iporã                     | Kompassrose, die auf Nachbargemeinden zeigt |                  |
|                           | Brasilândia do Sul und Assis Chateaubriand  | Formosa do Oeste |

## Stadtverwaltung
Bürgermeister: Giovane Mendes de Carvalho, PSD (2021–2024)
Vizebürgermeister: João Pedro David Piffer, PSD (2021–2024)

## Demografie

### Bevölkerungsentwicklung
| Jahr | Einwohner | Stadt | Land |
| ---- | --------- | ----- | ---- |
| 1970 | 40.439    | 18 %  | 82 % |
| 1980 | 22.656    | 46 %  | 54 % |
| 1991 | 17.229    | 67 %  | 33 % |
| 2000 | 10.761    | 78 %  | 22 % |
| 2010 | 10.179    | 82 %  | 18 % |
| 2022 | 9.727     |       |      |

Quelle: IBGE, bis 2010: Volkszählungen und Volkszählung 2022

### Ethnische Zusammensetzung
| Gruppe * | 1991    | 2000    | 2010    | wer sich als …                                                                   |
| --- | ------- | ------- | ------- | -------------------------------------------------------------------------------- |
| Weiße | 55,0 %  | 56,1 %  | 46,1 %  | weiß bezeichnet                                                                  |
| Schwarze | 2,0 %   | 2,4 %   | 3,4 %   | schwarz bezeichnet                                                               |
| Gelbe | 0,2 %   | 0,7 %   | 0,7 %   | von fernöstlicher Herkunft wie japanisch, chinesisch, koreanisch etc. bezeichnet |
| Braune | 42,8 %  | 40,1 %  | 49,5 %  | braun oder als Mischung aus mehreren Gruppen bezeichnet                          |
| Indigene | 0,0 %   | 0,0 %   | 0,2 %   | Ureinwohner oder Indio bezeichnet                                                |
| ohne Angabe | 0,0 %   | 0,7 %   | 0,0 %   |                                                                                  |
| Gesamt | 100,0 % | 100,0 % | 100,0 % |                                                                                  |
| *) Das IBGE verwendet für Volkszählungen ausschließlich diese fünf Gruppen. Es verzichtet bewusst auf Erläuterungen. Die Zugehörigkeit wird vom Einwohner selbst festgelegt. |         |         |         |                                                                                  |

Quelle: IBGE (Stand: 1991, 2000 und 2010)